# Ronny Chieng
Ronny Xin Yi Chieng (Johor Bahru, 21 de noviembre de 1985) es un actor y comediante malayo-chino. Actualmente es corresponsal principal de The Daily Show de Comedy Central. También es el creador y protagonista de la comedia de ABC Ronny Chieng: International Student.

## Primeros años
Chieng nació en una familia china de Malasia en Johor Bahru el 21 de noviembre de 1985. Creció tanto en Singapur como en los Estados Unidos; de 1989 a 1994 vivió en Mánchester, New Hampshire.
En su juventud, fue un explorador marino de Singapur. Cuando vivía en Johor Bahru, Chiang viajaba diariamente a la escuela primaria Fuchun en la vecina Singapur. Posteriormente asistió a Pioneer Secondary School y Pioneer Junior College en Singapur. Asistió a la Universidad de Melbourne en Australia, vivió en el Trinity College y se graduó en 2009 con una licenciatura en comercio en finanzas y una licenciatura en derecho. También obtuvo un Diploma de Posgrado en Práctica Jurídica de la Universidad Nacional Australiana en 2012.

## Carrera

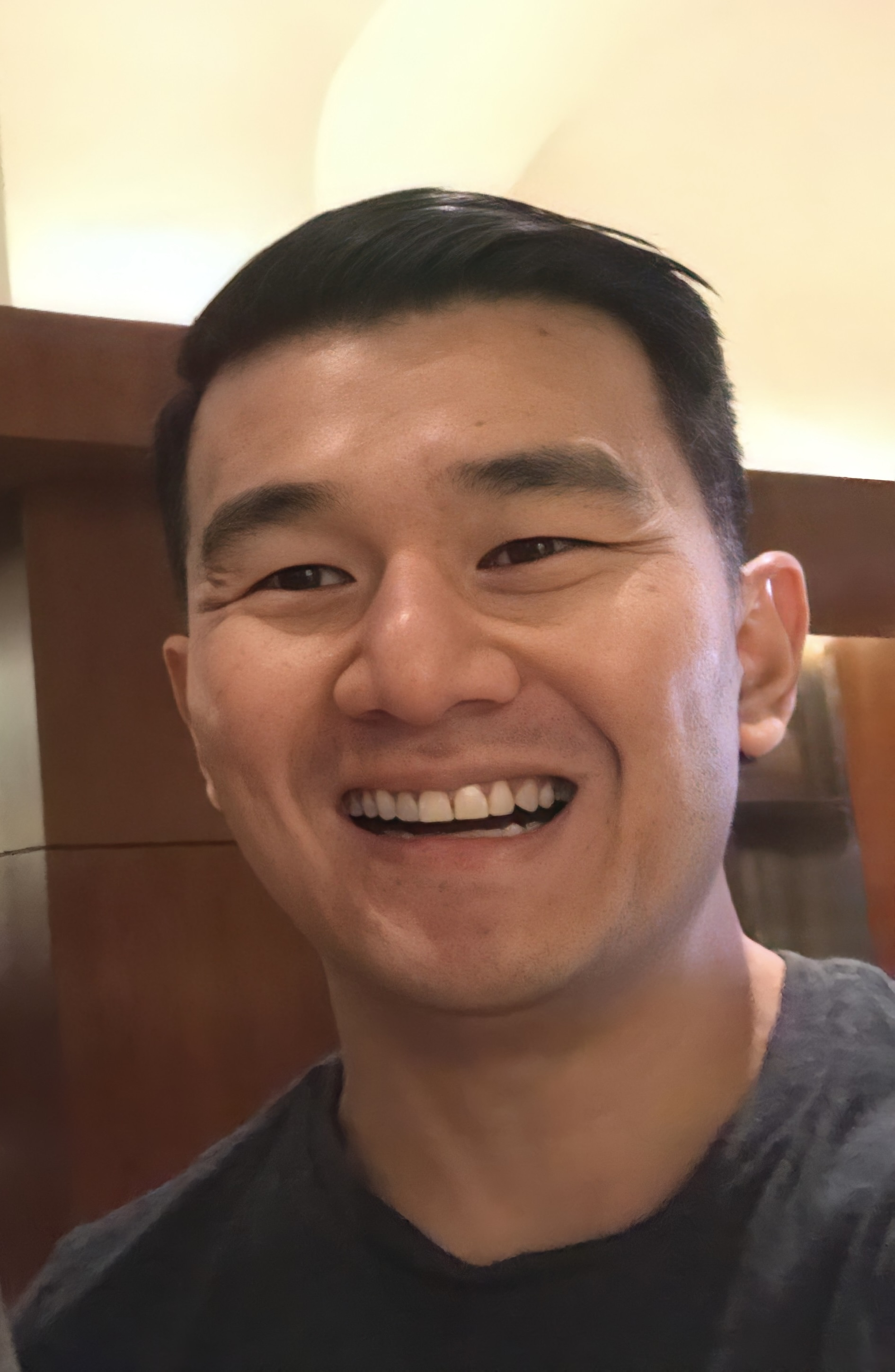
Ronny Chieng en Singapur durante el rodaje de Crazy Rich Asians.

Chieng actuó con Trevor Noah en 2013 en un festival de comedia australiano en Melbourne.  En 2015, se le pidió que hiciera una audición para el papel de corresponsal en The Daily Show, que Noah presentó de 2015 a 2022. En julio de 2016, Variety lo nombró uno de los 10 cómicos a seguir. Tres meses después, tuvo un segmento en The Daily Show en el que criticó un clip de Jesse Watters en Fox News considerado racista. También volvió a visitar el barrio chino de la ciudad de Nueva York, donde Watters se había burlado de los residentes, y realizó entrevistas más respetuosas en mandarín y cantonés. El video se volvió viral y recibió cobertura en The Washington Post y en Slate.
En 2017, Chieng comenzó a coescribir y protagonizar la comedia de situación Ronny Chieng: International Student, basada en su propia experiencia como estudiante de Malasia en Australia. Fue desarrollada para Comedy Central en Estados Unidos y ABC TV en Australia. En 2018, hizo su debut cinematográfico en Crazy Rich Asians, como Eddie Cheng, un banquero odioso.
En 2019, su primer especial de stand-up con Netflix, Asian Comedian Destroys America!, fue lanzado, dirigido por su colaborador de Daily Show, Sebastian DiNatale. A principios de 2021, Chieng firmó un contrato con Netflix para dos especiales de stand-up adicionales y una "docu-comedia". También apareció como el personaje original Jon Jon en la película de Marvel Studios Shang-Chi y la leyenda de los Diez Anillos, y se anunció que Chieng y DiNatale coescribirán una película de acción y comedia de artes marciales. para Sony.
La nueva "docu-comedia", titulada Ronny Chieng Takes Chinatown, se estrenó en 2022 y está coprotagonizada por el YouTuber David Fung, con apariciones especiales del también actor de Shang-Chi, Simu Liu, y el jugador profesional de la NBA, Jeremy Lin. El segundo especial de Netflix de Chieng, Speakeasy, se lanzó el 5 de abril de 2022.
En octubre de 2022, Chieng comentó que Rishi Sunak se convirtió en el primer primer ministro asiático de Gran Bretaña durante un segmento de Daily Show. Él dijo: “Sé que todos están emocionados de que este sea el primer primer ministro asiático, pero seamos claros: los indios no son asiáticos, ¿de acuerdo? Todavía son personas, grandes personas, pero no personas asiáticas”. Muchos internautas de Internet han criticado la broma, en particular los indios.

## Vida personal
Chieng ha vivido en la ciudad de Nueva York desde que se mudó a los EE. UU. en 2015. Está casado con Hannah Pham. La pareja se conoció y comenzó a salir mientras estudiaba derecho y comercio en la Universidad de Melbourne. Más tarde, Pham obtuvo una maestría en derecho en la Universidad de Nueva York y trabajó como abogada en los Estados Unidos. Aunque Chieng vivió en Australia durante una década, no tiene ciudadanía ni residencia permanente allí. Practica jiu-jitsu brasileño y tiene el rango de cinturón azul.
En 2018, Chieng bromeó diciendo que le tenía miedo a los perros en The Daily Show, pero luego aclaró en una entrevista que "no le tenía miedo a los perros al 100%". Es un ávido coleccionista de relojes, un interés que comenzó con un Seiko 5 que compró durante sus años universitarios en Australia. Su colección de relojes apareció en un episodio de la serie Talking Watches de Hodinkee e incluye una variante rara del Seiko Chronograph Ref. 6139-6010 (ampliamente reconocido como usado por Bruce Lee) y un GMT-Master Ref. vintage. 16753 "Root Bee". Otro de sus relojes, un Rolex bicolor fechado en 1984 que heredó de su difunto padre, apareció en un episodio de Antiques Roadshow y estaba valorado en 5.000 dólares.

## Filmografía

### Películas
| Año  | Título                                     | Papel                | Notas         |
| ---- | ------------------------------------------ | -------------------- | ------------- |
| 2018 | Crazy Rich Asians                          | Edison "Eddie" Cheng |               |
| 2021 | Wish Dragon                                | Pipa God             | Voz           |
| 2021 | Bliss                                      | Kendo                |               |
| 2021 | Long Story Short                           | Sam                  |               |
| 2021 | Trust                                      | Adam                 |               |
| 2021 | Godzilla vs. Kong                          | Jay Wayne            |               |
| 2021 | Shang-Chi y la leyenda de los Diez Anillos | Jon Jon              |               |
| 2022 | Helvellyn Edge                             | AC Sloan             | [ 21 ] [ 37 ] |
| 2022 | Megan                                      | David                |               |
| 2023 | Shortcomings                               | Mr. Wong             |               |
| 2023 | Joy Ride                                   | Chao                 |               |
| 2023 | Vacation Friends 2                         | Yeon                 |               |
| 2024 | Kung Fu Panda 4                            | Capitán Pez          |               |
| 2024 | Unfrosted                                  | Chuck                |               |

### Televisión
| Año           | Título                              | Papel                           | Notas                                              |
| ------------- | ----------------------------------- | ------------------------------- | -------------------------------------------------- |
| 2012          | Problems                            | Mr. Meowgi                      | 4 episodios                                        |
| 2013–2014     | Legally Brown                       | Varios                          | 13 episodios                                       |
| 2013–2014     | It's a Date                         | Winston                         | 2 episodios                                        |
| 2013–2014     | Have You Been Paying Attention?     | Él mismo                        | 3 episodios                                        |
| 2014          | This is Littleton                   | Varios                          | 4 episodios                                        |
| 2015–presente | The Daily Show                      | Él mismo (correspondiente)      |                                                    |
| 2016          | Comedy Showroom                     | Él mismo                        | 1 episodio                                         |
| 2016          | The Katering Show                   | Él mismo                        | 1 episodio                                         |
| 2017          | Ronny Chieng: International Student | Él mismo                        | 7 episodios                                        |
| 2018–presente | Scissor Seven                       | Seven (voz)                     | 20 episodios                                       |
| 2019          | Asian Comedian Destroys America!    | Él mismo                        | Especial de comedia de Netflix                     |
| 2020          | Aunty Donna's Big Ol' House of Fun  | Él mismo (voz)                  | Episodio: "'Lympics"                               |
| 2021–2022     | Young Rock                          | Greg Yao                        | 6 episodios                                        |
| 2021–presente | Doogie Kameāloha, M.D.              | Dr. Lee                         | 17 episodios                                       |
| 2021          | Ten Year Old Tom                    | Pete (voz)                      | Episodio: "Tom Urinates on Boston/First Responder" |
| 2022          | Speakeasy                           | Él mismo                        | Especial de comedia de Netflix                     |
| 2023          | History of the World, Part II       | Kublai Khan                     | 3 episodios                                        |
| 2023          | Mulligan                            | Johnny Zhao (voz)               | 3 episodios                                        |
| 2023          | American Born Chinese               | Ji Gong                         | 4 episodios                                        |
| 2023          | Awkwafina Is Nora from Queens       | Arthur                          | Episodio: "Car Fished"                             |
| TBA           | The Daily Show                      | Él mismo (presentador invitado) |                                                    |
| TBA           | Super Simple Love Story             | Harris                          |                                                    |